# Luke Castellan

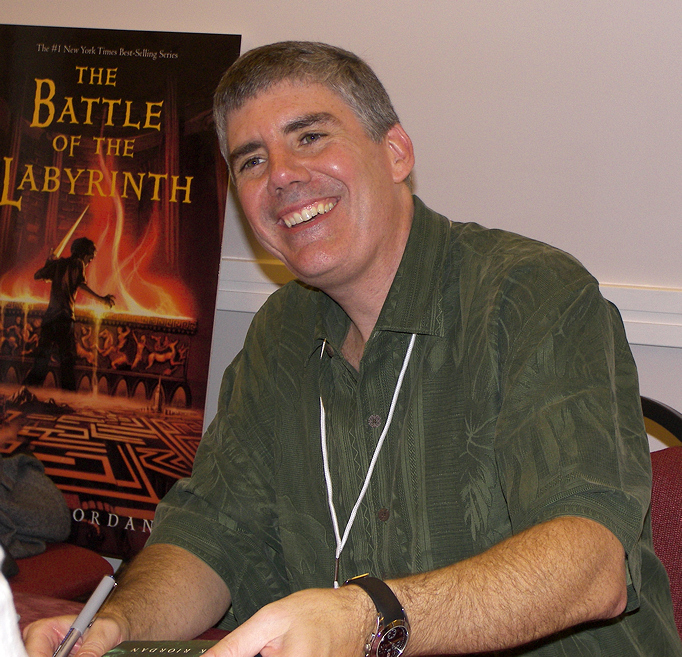
spisovatel Rick Riordan

Luke Castellan je fiktivní padouch z knižní série Percy Jackson Ricka Riordana.

## Život
Luke Castellan se narodil v Connecticutu May Castellanové a bohu Hermovi. Kolem jednoho roku jeho života se May Castellanová pokusí stát Orákulem ale zasáhne ji Hádova kletba. May následkem toho zešílí a Hermés je opustí. Luke do svých devíti let žije se šílenou matkou.
V devíti utíká z domu a setkává se s o tři roky starší dívkou jménem Thalia Graceová. Spolu najdou i malou vyděšenou dívenku která se představí jako Annabeth Chaseová. Thalie a Luke se o ní starají. Thalie je raněna a tak se Luke vydává zpět do domu své matky. Tam potká svého otce Herma a pohádá se s ním. Hermés mu odmítne prozradit jeho budoucnost protože May předpověděla že se Luke pokusí zničit Olymp. V té době vzniká také Lukova nenávist k bohům. Potkávají satyra jménem Grover Underwood který se je pokusí dopravit do tábora. Thalie přitom umírá a to zaseje do Lukova srdce ještě větší vztek.
Následujících pět let zůstává v táboře a trénuje své dovednosti dokud se z něj nestane nejlepší bojovník své generace. Stává se Hermovou pýchou a ten ho pošle do zahrad Hesperidek. Luke se utká s Ladonem a ten mu na tváři zanechá ošklivou jizvu. Tehdy začne Luke spřádat první plány na zničení Olympu. Během zimního slunovratu ukradne Mistrovský blesk a Přilbici temnoty. Blesk a přilbici dá Arésovi a přemluví ho aby to dal Percymu se záměrem dostat blesk do Tartaru a vzkřísit Krona. To mu nevyjde a Luke uteče z tábora. Sežene si loď a začne sestavovat Krona dohromady. Postaví horu Othrys a uvolní Atlase z jeho pout. Po souboji s Thálií spadne ze skály ale zázrakem přežije.
Později jde navštívit dům své matky, aby mu dala požehnání. Když ho dostane, jde se potopit do řeky Styx jako Achilles. Jako Achillovu patu si vybere místo v podpaží, které kryje ruka a je tedy v podstatě nezasažitelné. Nechá do sebe vstoupit Kronova ducha. Při bitvě o Manhattan se na chvíli probere a aby zničil Krona tak spáchá sebevraždu.

## Kronova armáda
Luke je vůdcem předvoje Kronovy armády.

### Ethan Nakamura
Ethan je pravděpodobně nejhorší ze zrádců. Díky němu Kronos povstal a začal ovládat Lukovo tělo. Ethan měl v aréně Antaia bojovat na život a na smrt proti Percymu. Percy vyhrál, ale odmítl Ethana zabít. Místo toho se Percy utká s Antaiem a toho zabije. Ethan uprchne a Percy ho uvidí když se dostane na Mt. Tampalais. Tam se pokusí Ethana přesvědčit, ale na toho to neplatí. Přísahá odplatu bohům a pak se probudí Kronos. Vychází najevo, že Ethanova matka je Nemesis, bohyně pomsty, která se přidala ke Kronovi. Předtím byl v táboře tzv. Neurčený, to znamená že nevěděl, kdo je jeho božský rodič. Při závěrečné bitvě otráví Annabeth, ale nakonec Krona zradí a zaútočí na něj. Zemře jako hrdina.

### Chris Rodriguez
Další z neurčených. K Lukovi se přidal hned po útěku z Tábora. S Percym se setká v druhém díle když na ně s Lukem, Agreiem a Oreiem narazí na Princezně Andromedě. Luke ho poté pověřil úkolem dostat Ariadninu nit. Poté, co se utkal s Antaiem ho Mínos doprovodil k šílenství. Clarisse ho nalezla v poušti poblíž jejího rodného domu. Byla proto vyslána na tajnou výpravu. Chris u La Ruových chvíli bydlel a pak se přestěhoval do tábora. Byl tam ubytován a táborníci čekali na Dionýsa který kontroloval malé bohy a zabraňoval jim aby je zradili, aby jim s Chrisem pomohl. Dionýsos to nakonec udělal a Chris se přidal k táborníkům. Začal chodit s Clarisse a byl jediný, kdo ji dokázal klidnit.

### Atlas
Objevuje se ve třetím díle. Původně měl nést oblohu na svých bedrech, ale zpod břemena ho Luke osvobodil. Pak lstí nalákali Artemis, aby oblohu převzala. Atlas jako hlavní z generálů Titánů pak měl vést armádu na Olymp. Atlas byl ale svázán božskými zákony, které mu nedovolovali bojovat. Ty ale omylem zrušil Percy, když na Atlase zaútočil. Chvíli bojovali, ale Atlas měl tisícinásobně navrch. Percy pak radši osvobodil Artemis a ta se s Atlasem utkala. Mezitím stačil Atlas zabít Zoe Večernici, svou vlastní dceru. Artemis pak Atlase znovu s Percyho pomocí uvěznila pod oblohu.

### Thorn
Thorn je vražedná nestvůra. Objevuje se ve třetím díle kdy má za úkol unést sourozence di Angelovi. Percy se jim vydá na pomoc, ale Thorn ho málem zabije a zničí Tysonův štít. S Thornem začne bojovat i Thalie, ke které se přidá Annabeth. Thalii Thorn zraní a po boji s Lovkyněmi a Artemidou uteče s Annabeth na zádech. Pak se v knize objevuje ještě několikrát.

### Kampê
Nestvůra ze starých dob. Měla sloužit jako věznitelka kyklopů. Je ohromná, má velká křídla a hadí tělo. U pasu má hlavy zvířat: Medvěda, vlka a lva. Pořád nosí dva jedovaté meče. Ve čtvrtém díle se s ní poprvé Percy setká když s přáteli osvobodí obra Briara. Tyson pak s Kampê bojoval a dal Percymu, Annabeth a Groverovi čas k útěku. Percy ale nemínil tam Tysona nechat a praštil jí do obličeje štítem. Pak unikli. Kampê si pak pozval Luke aby nesla Ariadninu nit. Kampê zmizela když ji Briares v bitvě o Labyrint umlátil kameny.

### Silena Beauregardová
Dělala zvěda Kronově armádě, chodila s Charlesem Beckendorfem. Zemře hrdinskou smrtí v boji proti drakónovi. Její matkou je Afrodita, bohyně krásy.

### Další
- Hyperion - Po Atlasovi nejsilnější Titánský bojovník. Porazí ho satyrové.
- Okeanos - Nepatří ke Kronově armádě ale je jich spojenec.
- Prométheus - viz Okeanos. Snažil se přesvědčit Percyho aby se vzdal.
- Tyfon - Odolal bohům nakonec poražen Tysonem a jeho vojáky.
- Kríos - Chránil horu Othrys spolu s bojovníky větru.
- Kelli - Empúsa